# جنبش حق حاکمیت کبک

پرچم کبک

استان کبک در قرمز نارنجی نشان داده شده‌است

جنبش حق حاکمیت کِبِک (فرانسوی: Mouvement souverainiste du Québec‎) یک جنبش سیاسی و همچنین یک ایدئولوژی ارزش‌ها، مفاهیم و ایده‌هایی است که از استقلال در کبک حمایت می‌کند. چندین گروه سیاسی گوناگون در اواخر دهه ۱۹۶۰ در ایجاد حزب کبکوآ، یک حزب سیاسی استانی تشکیل شد. از سال ۱۹۶۸، حزب برای مذاکرات قانون اساسی در مورد حاکمیت ولایتی، علاوه بر برگزاری دو رفراندوم ولایتی در این زمینه، درخواست کرده‌است. اولین، که در سال ۱۹۸۰ اتفاق افتاد، پرسید که آیا کبکی‌ها به توافق قانونی با دولت فدرال (و سایر استان‌ها) برای ایجاد یک "پیمان حاکمیت-هم‌بستگی" بین استان کبک و بقیه کانادا امیدواراند؟" تقریباً ۶۰ درصد از رای‌گیری عمومی کبک، نشان‌داد که رهبر حزب کبکوآ، رنه لِوُسک، رد شده‌است. مسبب امیال استقلال‌طلبی در کبک، تفاوت زبانی مردم کبک (اکثریت فرانسوی‌زبان) با دیگر مردمان کانادا (اکثریت انگلیسی‌زبان) و همین‌طور تفاوت مذهبی آن‌ها (کبک عمدتاً کاتولیک و سایر کشور پروتستان) است.